# تی‌اچ‌آرای‌کی
«ثرَک» (به انگلیسی: THRAK) یازدهمین آلبوم استودیویی از گروه موسیقی پراگرسیو راک کینگ کریمسون است که در  ۳ آوریل ۱۹۹۵ منتشر شد.